# 頂法寺
35°0′27.58″N 135°45′36.85″E / 35.0076611°N 135.7602361°E
頂法寺（日语：頂法寺）是位在日本京都府京都市中京區的天台宗系單立寺院。山號「紫雲山」（紫雲山）。本尊如意輪觀音（秘佛）。本堂為平面六角形，因此通稱「六角堂」。以華道、池坊之發祥地而出名。

## 關連項目
- 六角通

## 外部連結
- 紫雲山頂法寺 六角堂 （页面存档备份，存于）